# COVID-19 в Туркменистане
В Туркменистане нет подтверждённых случаев COVID-19. В 2020 году доктор Кэтрин Смоллвуд, глава миссии ЕРБ ВОЗ, в ходе брифинга после 10-дневного визита миссии в Туркменистан также не сообщила об обнаружении в стране инфекции COVID-19.
В мае 2021 года правительство Туркменистана закупило вакцину CoronaVac. После вакцинации вакциной CoronaVac с конца июля и начала августа 2021 в Туркменистане через 10 — 15 дней повысилась смертность людей в возрасте от 35 лет и старше с различными осложнениями, особенно в городе Туркменабад. В среднем в городе Туркменабаде и всей Лебапской области после вакцинации CoronaVac приблизительно смертность среди населения повысилась от 100 человек и больше в день, доказательства этому факту переполненная областная и инфекционная больницы не пройти даже по коридору, огромные очереди во всех аптеках — час два часа люди простаивали в очередях.

## Общие сведения
12 января 2020 года Всемирная организация здравоохранения (ВОЗ) подтвердила, что новый коронавирус стал причиной респираторного заболевания в группе людей в городе Ухань (провинция Хубэй, Китай), о котором ВОЗ узнала 31 декабря 2019 года.
Летальность от COVID-19 намного ниже, чем у SARS, пандемия которого произошла в 2003 году,  заразность нового заболевания намного выше, что приводит к повышенной смертности.

## Предотвращение
31 января 2020 г. Туркменские авиалинии объявили о приостановке полетов в Бангкок и Пекин и начали вывоз туркменских граждан оттуда чартерными рейсами.
29 февраля 2020 г. Туркменистан начал отказывать во въезде гражданам из стран, затронутых вирусом. 5 марта трём иностранным путешественникам, двое из которых были дипломатами из арабской страны, было отказано во въезде из Алма-Аты. Их рейс был перенаправлен в Туркменабад, и после прибытия в Ашхабад все они были отправлены в Стамбул.
С марта 2020 года для предотвращения распространения коронавирусной инфекции все самолеты, прибывающие в Туркменистан из-за рубежа, перенаправляются в международный аэропорт Туркменабад. Пассажиры, прибывающие из-за пределов Туркменистана, проходят проверку на наличие признаков вируса. Создан механизм доставки пациентов в инфекционные больницы. Медицинский центр аэропорта оборудован средствами индивидуальной защиты. После прохождения медицинского освидетельствования самолет вместе с пассажирами на борту вылетает в Ашхабад. Вылет из Туркменистана осуществляется из Ашхабада.
В марте 2020 г. международные рейсы были отменены. На территорию Туркменистана допускаются лица, уполномоченные исключительно для дипломатических, официальных и гуманитарных целей. Большинство иностранных авиакомпаний отменили свои рейсы в Туркменистан. Те, кто хочет посетить Туркменистан, должны иметь при себе сертификат об отсутствии коронавируса.
Вокруг крупных населённых пунктов Туркменистана, включая столицу Ашхабад, были созданы дополнительные контрольные пункты. Перед въездом в крупные города и посёлки температуру тела водителей или пассажиров транспортных средств измеряют с помощью инфракрасных термометров. Эта мера предосторожности также распространяется на пассажиров на всех внутренних рейсах.
Федерация футбола Туркменистана приостановила на неопределённый срок все турниры под её эгидой, включая сезон высшего дивизиона. Его перенесли на 19 апреля. Чемпионат Туркменистана по футзалу перенесли на 2 июня.
Туркменистан вывез своих граждан из стран, где зафиксировано большое число заражённых коронавирусом, таких как Китай, Россия, Турция и Белоруссия.
Правительство Туркменистана ограничило грузовые перевозки на апрель.
Во время пандемии президент Гурбангулы Бердымухамедов рекомендовал сжигать лекарственное растение могильник для борьбы с болезнями, хотя в качестве лечения коронавируса это не было научно исследовано, и прямо не упоминал COVID-19.
Существует обеспокоенность по поводу экономических проблем в Туркменистане, вызванных пандемией, учитывая важность торговли с Китаем для экономики страны. Туркменпортал сообщил, что в Туркменистане в течение нескольких лет действует программа импортозамещения, местные предприниматели и компании в стране производят достаточное количество продуктов и лекарств в широком ассортименте.
3 апреля 2020 г. президент Бердымухамедов распорядился пересмотреть государственный бюджет, пересмотреть планы строительства новых зданий, принять меры по поддержке перевозчиков, создать достаточный запас товаров первой необходимости и поручить срочно разработать меры по поддержке частных предприятий в связи с пандемией коронавируса.
В честь Всемирного дня здоровья 7 апреля 2020 г. были проведены спортивные мероприятия; Туркменпортал сообщил, что «в то время, когда ситуация с коронавирусом остаётся напряжённой во многих странах мира, в Туркменистане, благодаря своевременным мерам, была обеспечена спокойная эпидемиологическая ситуация».
9 апреля 2020 г. в Туркменистане были созданы специальные медицинские группы для контроля общественного здоровья с целью профилактики COVID-19. Всех граждан Туркменистана было решено проверить на наличие коронавируса.
«Санитарно-эпидемиологическая ситуация в Туркменистане стабильна и находится под контролем», — сказал президент Туркменистана Гурбангулы Бердымухамедов, выступая 10 апреля 2020 г. на внеочередном саммите Тюркского совета.
Пограничные пункты в Туркменистане были оснащены оборудованием для дезинфекции. По состоянию на 2020 г. в стране действует чёткая система санитарного и фитосанитарного контроля, ветеринарного надзора, на всех контрольно-пропускных пунктах через государственную границу работают бригады, в состав которых входят специалисты Министерства здравоохранения и медицинской промышленности, Министерства сельского хозяйства и охраны окружающей среды и других соответствующих государственных органов.
22 апреля 2020 г. министр иностранных дел Туркменистана Рашид Мередов заявил, что в стране не было подтверждённых случаев заражения коронавирусом COVID-19. В противном случае Туркменистан сообщит об инфекции Всемирной организации здравоохранения. «Мы ничего не скрываем, мы открыты», — сказал дипломат, отметив, что Туркменистан несёт ответственность за обязательства, принятые в качестве члена ООН. Рашид Мередов предложил своим зарубежным коллегам посетить карантинный центр в Лебапском велаяте и убедиться в отсутствии пандемии. Туркменистан имеет 3 пограничных карантинных зоны (Туркменбашы, Гарабогаз и Лебапский велаят) для обнаружения COVID-19.
В телефонном разговоре с Генеральным секретарём Организации Объединённых Наций Антониу Гутерришем Президент Туркменистана предложил начать диалог по транспортным вопросам в рамках ООН в контексте пандемии коронавируса и сказал, что «Туркменистан готов предоставить свой опыт и возможности для восстановления мировой экономики под эгидой ООН».
27 апреля 2020 г. руководитель офиса ВОЗ в Туркменистане Полина Карвовска высоко оценила работу правительства Туркменистана, направленную на профилактику коронавируса. Она отметила, что в Туркменистане ведётся эффективная работа по борьбе с COVID-19 и предотвращению распространения вируса в стране.
9 мая 2020 г. состоялся военный парад и праздничные торжества в честь 75-й годовщины Победы в Великой Отечественной войне.